# Монтебело дела Баталя
Монтебѐло дела Бата̀ля (на италиански: Montebello della Battaglia, на местен диалект: Mumbel, Мумбел) е село и община в Северна Италия, провинция Павия, регион Ломбардия. Разположено е на 110 m надморска височина. Населението на общината е 1593 души (към 2017 г.).